# Okoelovka
Okoelovka (Russisch: Окуловка) is een stad in de Russische oblast Novgorod. Okoelovka ligt op ongeveer 130 kilometer ten zuidzuidoosten van Novgorod en is tevens het administratieve centrum van het gelijknamige rayon. Het ligt op de Waldajhoogte. Volgens de laatste officiële volkstelling uit 2002 heeft de stad 14.470 inwoners; elk jaar daalt het inwoneraantal, dat inmiddels is gezakt naar iets boven de 13.000.
De eerste schriftelijke vermelding van Okoelovka dateert uit 1495. In het midden van de 19e eeuw kreeg Okoelovka een station aan de spoorlijn Sint-Petersburg - Moskou, hetgeen de ontwikkeling van de nederzetting een impuls gaf.
Okoelovka heeft sinds 1965 stadstatus.
Bestuurlijk centrum: Veliki Novgorod 

Borovitsji · Cholm · Chvojnaja · Malaja Visjera · Okoelovka · Pestovo · Soltsy · Staraja Roessa · Tsjoedovo · Valdaj